# 宮園 (弘前市)
宮園（みやぞの）は、青森県弘前市の地名。郵便番号は036-8063。

## 地理
弘前城の北東に位置し、大規模な県営住宅群を擁する町。北は向外瀬、東は青山、南は禰宜町、西は東城北に接する。

## 歴史

### 沿革
- 1970年（昭和45年） - 向外瀬・堅田から分離、宮園一～三丁目になる。
- 1984年（昭和59年） - 宮園一～五丁目になる。

### 地名の由来
南西の東城北に神明宮、南東の八幡町に弘前八幡宮を望むことから。

## 世帯数と人口
2017年（平成29年）6月1日現在の世帯数と人口は以下の通りである。
| 丁目       | 世帯数    | 人口    |
| ---------- | --------- | ------- |
| 宮園一丁目 | 90世帯    | 206人   |
| 宮園二丁目 | 52世帯    | 109人   |
| 宮園三丁目 | 162世帯   | 349人   |
| 宮園四丁目 | 469世帯   | 1,090人 |
| 宮園五丁目 | 248世帯   | 546人   |
| 計         | 1,021世帯 | 2,300人 |

## 施設

### 教育
- 弘前市立時敏小学校

### 医療
- 宮園耳鼻科クリニック
- 平山歯科クリニック
- 渡邊歯科医院

### 公共
- 宮園団地集会所
- 弘前市宮園児童センター

### 行政
- 弘前市社会福祉センター - 弘前市社会福祉協議会がある。

## 小・中学校の学区
市立小・中学校に通う場合、学区は以下の通りとなる。
| 大字       | 番地 | 小学校             | 中学校             |
| ---------- | ---- | ------------------ | ------------------ |
| 宮園一丁目 | 全域 | 弘前市立時敏小学校 | 弘前市立第一中学校 |
| 宮園二丁目 | 全域 | 弘前市立時敏小学校 | 弘前市立第一中学校 |
| 宮園三丁目 | 一部 | 弘前市立時敏小学校 | 弘前市立第一中学校 |
| 宮園三丁目 | 一部 | 弘前市立北小学校   | 弘前市立第一中学校 |
| 宮園四丁目 | 全域 | 弘前市立北小学校   | 弘前市立第一中学校 |
| 宮園五丁目 | 全域 | 弘前市立北小学校   | 弘前市立第一中学校 |

## 交通
- 弘南バス
  - 県営住宅前、市営住宅前、宮園五丁目（弘前駅 - 宮園団地線）停留所。
    - 本数は多く、宮園にアクセスする手段としては最適。

  - 県営住宅前、市営住宅前、宮園団地入口、青山一丁目（宮園団地 - 聖愛・南高校線）停留所。
    - 聖愛高校線は冬季のみ営業。

  - 向外瀬入口、県営住宅前（弘前駅 - 岩賀線）停留所。
  - 社会福祉センター、宮園五丁目、宮園団地入口（弘前バスターミナル - 神田線、小栗山 - 清原・安原 - 神田線）停留所。